# Abraham van der Waeyen Pieterszen

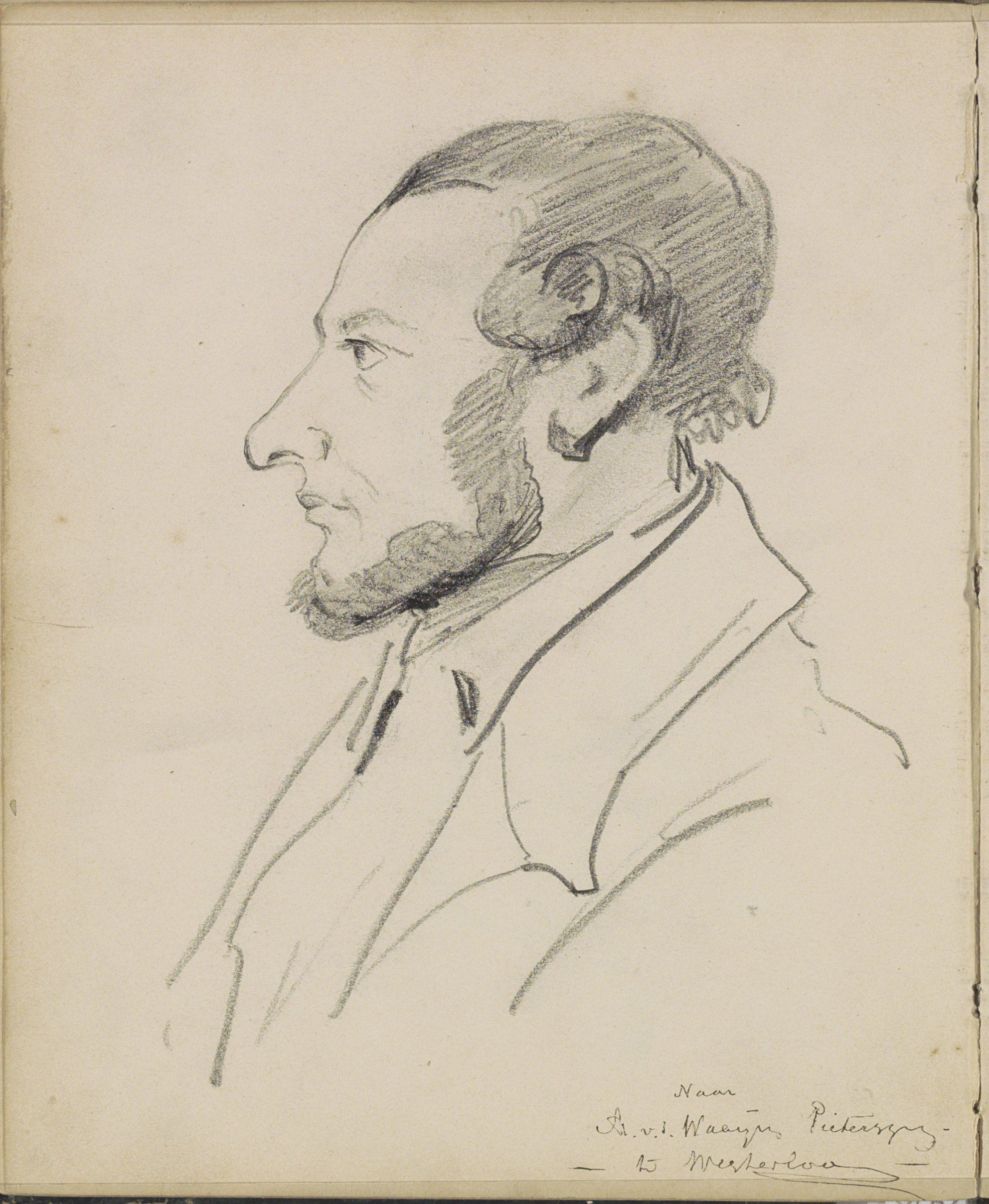
Schets van Abraham van der Waeyen Pieterszen door Johannes Tavenraat (1841)

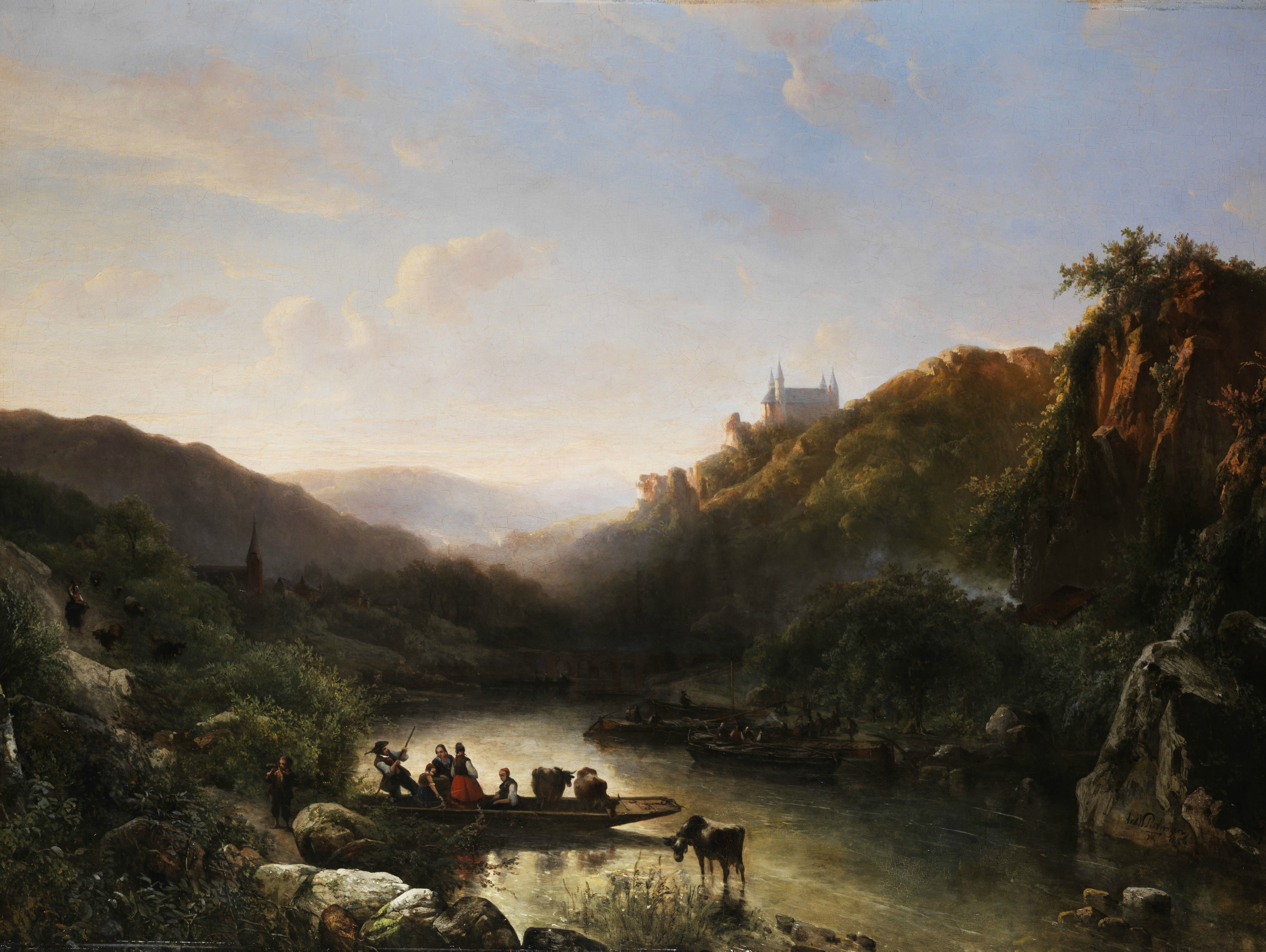
Rivier in een berglandschap met romaanse kerk

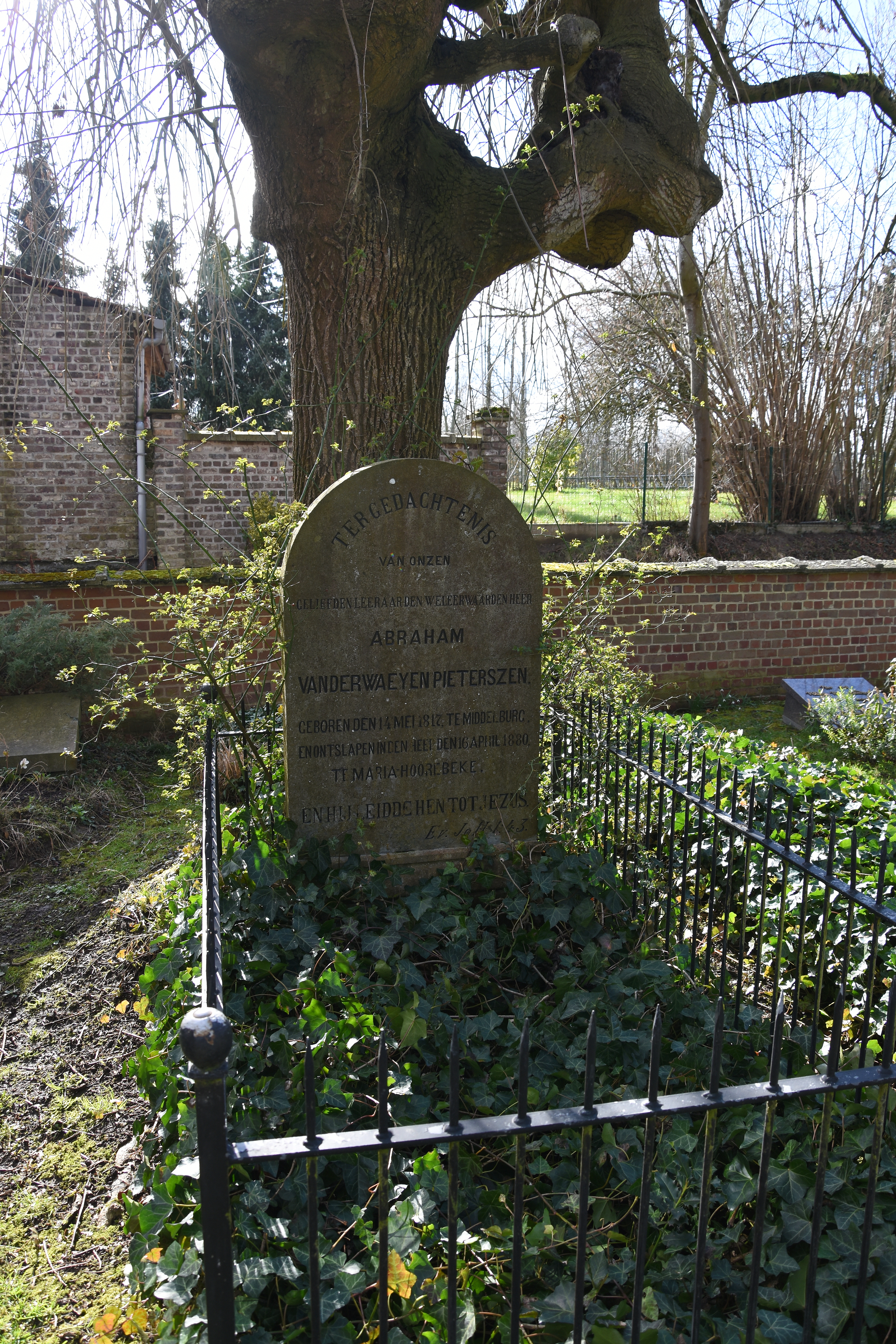
Het graf van Abraham van der Waeyen Pieterszen

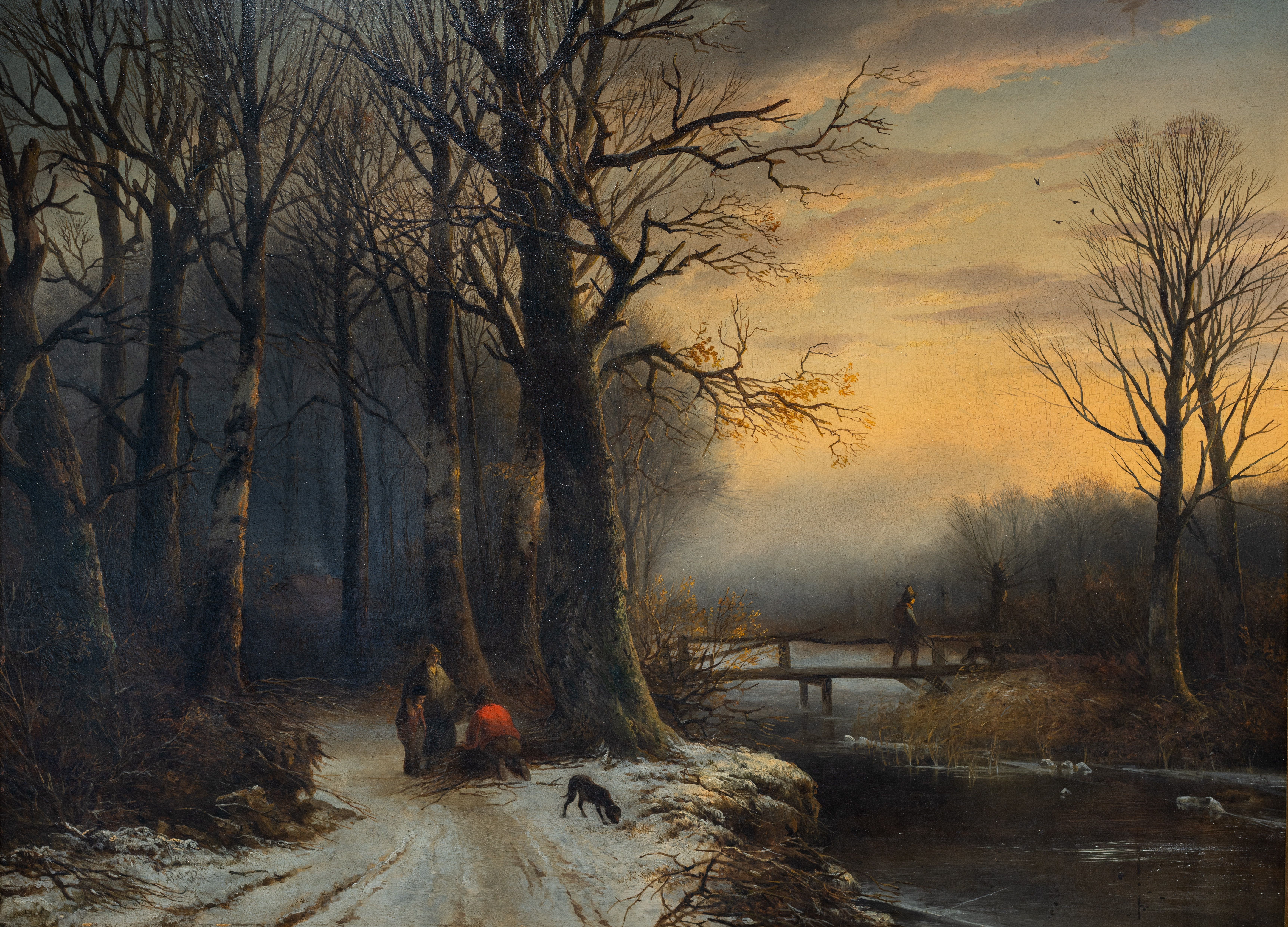
Bospad met figuren in de sneeuw bij brug over riviertje - 1847

Abraham van der Waeyen Pieterszen (Middelburg, 14 mei 1817 – Sint-Maria-Horebeke, 16 april 1880) was een Nederlands kunstschilder die zijn opleiding in Antwerpen kreeg. Vanaf 1844 werkte hij als deken en later als predikant voor de Protestantse Unie van België in Antwerpen, Brussel, Mechelen, Leuven en ten slotte in de Geuzenhoek te Korsele, een gehucht van Sint-Maria-Horebeke.
Van 1857 to 1877 werkte Pieterszen als agent-général van het comité voor evangelisatie (Comitée Synodal d'Evangelisation) en van 1860 tot 1867 als editor van L'Union, de officiële krant van de Belgische protestanten, maar die taak bleek te zwaar voor hem.

## Pieterszen en Vincent van Gogh
Pieterszen was een van de vijf stichters en beheerders van de Vlaamsche Opleidingsschool te Laken, opgericht in 1875 onder de leiding van N. de Jonge. In juli 1878 stelde predikant Theodorus van Gogh zijn oudste zoon Vincent voor aan de beheerders en hij werd voor een periode van drie maanden toegelaten. Later kreeg Vincent van Gogh te horen dat hij niet dezelfde verwachtingen mocht hebben als iemand met de Belgische nationaliteit. Van Goghs verzoek op 26 december 1878 om te werken voor het comité werd gesteund door Pieterszen en zo kreeg Vincent een tijdelijk contract van zes maanden.
Zelfs wanneer het comité, voorgezeten door Pierre Péron (1828–1920), dominee te Dour (1869–1882) en deel van het district van de Borinage waartoe Van Gogh was benoemd, in 1879 de verlenging van zijn contract weigerde, bleef de deur van Pieterszen open voor Van Gogh om met hem zijn verdere keuze tussen een leven als predikant of als kunstenaar te bespreken.
Vlak na Van Goghs terugkeer naar de Borinage werd Pieterszen ziek en stierf kort daarna in april 1880.
Abraham van der Waeyen Pieterszen is begraven op het kerkhof van de Nieuwe Kerk van de Geuzenhoek te Korsele.
- Biografisch Portaal: 48557260
- RKD-Nederlands Instituut voor Kunstgeschiedenis: 83120
- Union List of Artist Names: 500045203
- Virtual International Authority File: 95978578